# Milenko Ačimovič
Milenko Ačimovič (serbi: Миленко Аћимовић/Milenko Aćimović) (Ljubljana, 15 de febrer, 1977) és un exfutbolista eslovè. Posteriorment a la seva retirada ha fet d'entranador de futbol.
Va néixer a Ljubljana de pares serbis. Després de defensar els colors d'Olimpija Ljubljana i Zeleznicar a la seva ciutat natal, fou fitxat per l'Estrella Roja de Belgrad.
Després de les seves bones actuacions amb la selecció, l'estiu de 2002 fitxà pel Tottenham Hotspur FC anglès. Més tard jugà al Lille OSC Al Ittihad de l'Aràbia Saudita i Austria Viena.
Amb la selecció eslovena disputà l'Eurocopa 2000 i el Mundial del 2002. Havia debutat el 22 d'abril de 1998, retirant-se de la mateixa l'agost del 2008.